# Adriatik Llalla
Adriatik Llalla (Gramsh, 9 ottobre 1969) è un avvocato albanese, Procuratore generale dell'Albania dal 2012 al 2017.

## Biografia
È stato nominato Procuratore generale il 3 dicembre 2012 in sostituzione di Ina Rama dal Presidente della Repubblica Bujar Nishani; la sua nomina è stata poi approvata dall'Assemblea dell'Albania con 75 voti favorevoli su 139. Nel 2017 si è scontrato con l'ambasciatore statunitense Donald Lu, che lo aveva accusato di essere contrario alla riforma della giustizia, sostenendo che Lu avesse effettuato pressioni indebite sull'ufficio del Procuratore generale affinché sostenesse la riforma così come per fermare le indagini sulle attività della Bankers Petroleum a Patos. Successivamente Llalla ha sostenuto di esser stato inserito, insieme alla famiglia, nella lista di persone a cui non è permesso recarsi negli Stati Uniti d'America, ufficialmente per sospetti di corruzione. Nel dicembre 2017 è stato sostituito da Arta Marku.
Nel marzo 2018 è stato al centro di indagini per sospetti di corruzione che portarono al sequestro di un appartamento a Durazzo e di un ampio terreno nei pressi di Tirana. Nel settembre 2021 è stato condannato a due anni di detenzione e alla confisca dei beni per non aver dichiarato interamente il suo patrimonio e nello stesso periodo sarebbe fuggito in Italia, venendo arrestato in seguito ad un mandato di arresto internazionale emesso dall'Interpol di Tirana a Roma nel dicembre dello stesso anno. Nel 2023 Llalla è stato scarcerato ed avrebbe ottenuto asilo politico su decisione della Corte d'appello di Roma ma la SPAK ha sostenuto che il procedimento per la sua estradizione sarebbe ancora in corso.